# La Ferme (Miró)
Pour les articles homonymes, voir La Ferme.
La Ferme (en catalan : la masia) est une huile sur toile de Joan Miró exécutée entre 1921 et 1922. Elle constitue à la fois l'œuvre maîtresse de période « détailliste » du peintre et sa première toile d'importance.
Elle représente les éléments du mas familial de Miró à Mont-roig del Camp sur un fond de couleur terre.

## Contexte

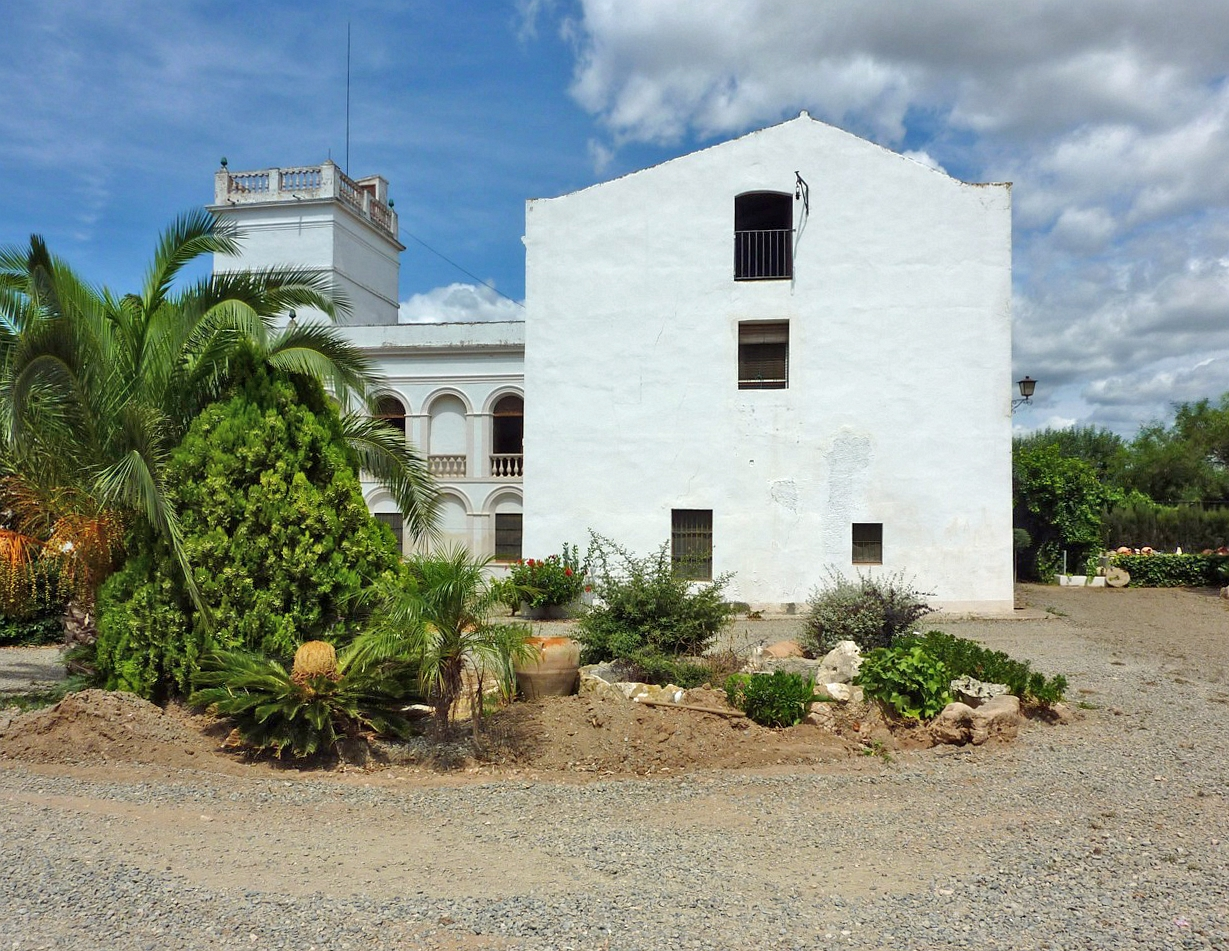
Mas Miró, la maison de Joan Miró à Mont-roig.

Cette toile est le résultat de neuf mois d'élaboration pendant lesquels le peintre peint tous les éléments de l'environnement de la ferme : les animaux domestiques, les végétaux et les ustensiles. Il détaille les éléments du tableau dans les plus infimes détails, dans un procédé appelé « calligraphie mironienne » et qui sert de point de départ à son œuvre surréaliste des années suivantes.
Une fois cette toile achevée à Paris en 1922, l'auteur entreprend de la vendre pour des motifs économiques. Léonce Rosenberg, qui s'occupe des toiles de Pablo Picasso, accepte de la prendre en dépôt. Après quelque temps, et devant l'insistance de Miró pour la vendre, il propose au peintre de partager l'œuvre en toiles plus petites pour faciliter sa commercialisation. Miró furieux récupère la peinture à son atelier avant de la confier à Jacques Viot de la galerie Pierre. Celui-ci la vend à l'écrivain américain Ernest Hemingway pour 5 000 francs.
La toile est exposée au National Gallery of Art, à Washington (États-Unis).

## Description
La toile est dominée par les ocres de la terre et le bleu du ciel. Les objets sont détaillés de manière naïve et sans perspective formelle. On note de gauche à droite :

### La ferme (partie gauche)
Le bâtiment principal de la ferme. Il est de couleur brun clair. Les fenêtres, la porte, la potence de levage et les lézardes des murs sont représentées. Au travers de la porte ouverte, on note l'arrière-train d'un cheval. Au premier plan devant le bâtiment, les éléments suivants sont représentés de haut en bas : sillons, une hache, un seau, un plant de tomate au premier plan.
Sur la droite de ce bâtiment, un auvent sous lequel est rangée une carriole. De fond vers le premier plan à partir de la carriole, un escabeau, un seau pour les vendanges, un chien (teckel), une marmite haute.

### Arbre (partie centrale)
Au centre figure un arbre, peut être un orme.  Derrière lui, un bassin et un lavoir où une femme travaille. 
Devant l'arbre, un seau, un arrosoir. Sous l'arrosoir est placé un journal plié sur lequel on peut lire L'intr et cinq colonnes de lecture. Légèrement à gauche de l'arrosoir, un dallage de 9 carrelages d'où part un chemin qui mène au lavoir. Le chemin est marqué de 7 empreintes de pas. On note au bord du chemin un végétal, peut être un agave.
Derrière le lavoir, se trouve un ensemble qui peut être un pressoir à vin.

### Grange (partie de droite)
La grange au fond est vue en coupe. On y voit un ensemble de rangements et des outils. Sous les combles on aperçoit un coq et un oiseau plus petit. Contre le mur de la grange s'élève un grillage dans lesquels figurent pêle-mêle animaux et outils. On trouve entre autres : une échelle pliable sur laquelle deux oiseaux se reposent, un âne lui aussi surmonté d'un oiseau, un autre coq, une caisse à claire-voie, la tête d'un lapin.
Devant le grillage, on note une zone de friche avec un escargot, des cailloux et herbes folles, une rigole bleue d'écoulement de l'eau. Dans le ciel, un disque est peint. Il peut représenter le soleil comme la lune.
À l'extrême droite de la toile, on peut voir en fond un appentis en pierre qui prolonge la grange et un escalier permettant d'accéder à des zones non visibles. Devant ce bâtiment en dur se trouvent les ruines d'un local en bois.

## Expositions
- Joan Miró : Schnecke Frau Blume Stern, Museum Kunstpalast, Düsseldorf, 2002 — n°5.
- Miró : La couleur de mes rêves, Grand Palais, Paris, 2018-2019 — n°8.